# Butka (Swerdlowsk)
Butka (russisch Бутка) ist ein Dorf (selo) in der Oblast Swerdlowsk (Russland) mit 3077 Einwohnern (Stand 14. Oktober 2010). Butka liegt etwa 200 Kilometer Luftlinie östlich des Oblastverwaltungszentrums Jekaterinburg und gehört zum Stadtkreis des gut 30 Kilometer nördlich gelegenen Taliza.

## Geschichte
Butka wurde vor über 300 Jahren als Ostrog mit angeschlossener Sloboda gegründet. Zunächst siedelten sich vorwiegend Verbannte und geflüchtete Altgläubige des zaristischen Russlands an. Die Bevölkerung arbeitete überwiegend in der Land- und Forstwirtschaft. Erst nach der russischen Revolution 1917 wurden mehrere Fabriken, meist zur Weiterverarbeitung der agrarischen Erzeugnisse, errichtet. Die Kirche des Dorfes wurde in ein Kino umgebaut. Im Jahr 1949 wurde der Ort ans Schienennetz angeschlossen und erhielt 1950 einen eigenen Bahnhof; die Strecke wurde in den 1990er-Jahren stillgelegt.
Ab 1924 war das Dorf Verwaltungssitz eines Rajons (Butkinski rajon) der Oblast Ural, innerhalb dieser von 1926 bis 1930 im Bestand des Okrugs Schadrinsk. 1932 wurde der Rajon vorübergehend aufgelöst, aber nach der Aufteilung der Oblast 1934 als Teil der Oblast Tscheljabinsk am 18. Januar 1935 wiederhergestellt. Am 3. Oktober 1938 kamen Rajon und Ort zur Oblast Swerdlowsk. Zum 1. Februar 1963 wurde der Rajon erneut aufgelöst und sein Territorium dem nördlich anschließenden Talizki rajon angeschlossen.

### Bevölkerungsentwicklung
| Jahr | Einwohner |
| ---- | --------- |
| 1939 | 1007      |
| 1959 | 4971      |
| 2002 | 3569      |
| 2010 | 3077      |

Anmerkung: Volkszählungsdaten

## Persönlichkeiten
Der ehemalige Präsident Russlands, Boris Jelzin, wurde am 1. Februar 1931 in Butka geboren. Seine Familie verließ aber den Ort schon ein Jahr später. Nach seinem Tod im Jahr 2007 wurde eine Gedenktafel errichtet und eine Straße nach ihm benannt.